# Peter Birbaumer
Peter Birbaumer (* 24. Mai 1969 in Amstetten, Österreich; † 31. August 2022 in Linz, Österreich) war ein österreichischer Kampfsportler.

## Leben
Peter Birbaumer wurde am 24. Mai 1969 als Sohn von Josef und Anna Birbaumer in Amstetten geboren. Nach einer Lehrausbildung zum Spengler war Birbaumer schließlich im Sicherheitsgewerbe tätig. Zu Birbaumers großen Leidenschaften zählten neben dem Kampfsport die Hundesportart Mondioring sowie das Reiten. Er verstarb am 31. August 2022 infolge einer Krebserkrankung. Birbaumer hinterließ eine Lebensgefährtin und zwei Söhne.

## Karriere

### Judo
Birbaumer startete seine Kampfsportkarriere im Alter von 15 Jahren beim Judoclub Union Amstetten. 1989 belegte er erstmals in der Kategorie U21 den 1. Platz bei der niederösterreichischen Landesmeisterschaft im Judo. Birbaumer war Träger des 1. Kyū im Judo.

### Shotokan Karate
Mit 17 Jahren begann Birbaumer zusätzlich Shotokan Karate unter Josef Diendorfer im Karate-Club Volksbank Purgstall zu trainieren. In seiner gesamten Karriere konnte Birbaumer mehrere österreichische Staats- und Vizestaatsmeistertitel im Kumite für sich entscheiden. Zudem wurde Birbaumer insgesamt 24-facher niederösterreichischer Landesmeister in dieser Disziplin. Er belegte zudem den ersten Platz beim Turnier Karate Superstars in Rimini. Im September 1993 gründete er den Karate Club Ippon Shibumi in Amstetten, bei welchem er bis zuletzt als Obmann tätig war. Birbaumer war Träger des 6. Dan im Karate.

### Jiu Jitsu

#### Fighting
Zu Birbaumers größten Erfolgen zählen wohl die insgesamt drei Weltmeistertitel sowie ein Europameistertitel im Jiu Jitsu Fighting (World Kobudo Federation). Außerdem belegte Birbaumer bei der österreichischen Staatsmeisterschaft im Jiu Jitsu Fighting zweimal den ersten Platz (2008, 2009) sowie einmal den zweiten Platz. Im Jiu Jitsu trat er unter anderem für den Polizeisportverein Amstetten an.

#### Grappling
Im Jahre 2001 belegte Birbaumer beim Grapplingturnier „King of the Beach“ in Helsingborg den zweiten Platz.

#### Trainertätigkeit
Birbaumer war von 2009 bis 2013 Trainer des österreichischen Erwachsenen Nationalteams für die Disziplin Jiu Jitsu Fighting. Im Jahr 2013 übte er diese Tätigkeit auch für die Altersklasse U21 aus. Im Jahre 2011 erweiterte Birbaumer seinen Karate Club Ippon Shibumi zusätzlich mit einer Sektion für Jiu Jitsu, welche unter dem Namen MMA Energy Fitness geführt wurde. Dabei trainierte er unter anderem den vierfachen österreichischen Meister im Jiu Jitsu Fighting, Rudolf Hainitz. Birbaumer war zudem Träger des 1. Dan im Jiu Jitsu.

### Kickboxen
Obwohl Birbaumer nie aktiv Kickboxen trainierte, konnte er in dieser Sportart mehrere Siege, wie zum Beispiel beim internationalen Wachau-Cup, erzielen. Auf Grund seiner sportlichen Leistungen wurde ihm der 5. Dan im Kickboxen verliehen.